# Guglielmo II Talvas
Guglielmo II Talvas in francese: Guillaume II Talvas de Bellême (... – 1052 circa) è stato un nobile normanno, Signore di Bellême e signore d'Alençon, dal 1031 circa alla sua morte.

## Origine
Secondo il Extrait de la Chronique Manuscrite de Normandie, Guglielmo era il figlio quartogenito del Signore di Bellême e d'Alençon, Guglielmo I e di Matilde di Condé-sur-Noireau, pare discendente da Ganelone.
Guglielmo I di Bellême, secondo il monaco cristiano e scrittore, normanno, Guglielmo di Jumièges, nel suo Historiae Normannorum scriptores antiqui, era figlio del Signore di Bellême, Ivo di Bellême e della moglie, Godehildis, come conferma il Cartulaire de Marmoutier pour le Perche, di cui non si conoscono gli ascendenti.

## Biografia
Secondo il Extrait de la Chronique Manuscrite de Normandie, suo padre, Guglielmo aveva ricevuto la signoria del castello d'Alençon dal duca di Normandia; molto probabilmente lo aveva ricevuto da Riccardo il Buono, detto anche Riccardo l'Irascible, oppure dal figlio, Riccardo III.
Nel periodo che era duca di Normandia, Riccardo III (1026 - 1028), secondo il Cartulaire de Marmoutier pour le Perche, suo padre, Guglielmo (o forse Guglielmo Talvas) fondò la chiesa di san Leonardo di Belleme.

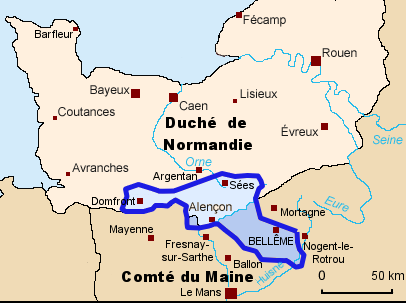
Signorie di Bellême e d'Alençon

Alla morte del duca di Normandia, Riccardo III, causa veleno, secondo il monaco e cronista inglese, Orderico Vitale, (Richardus III veneno, non plene biennio peracto, periit), come duca di Normandia, gli succedette il fratello Roberto il Magnifico, detto anche Roberto il Diavolo, conte di Hiesmois, come conferma ancora Orderico Vitale.
Secondo il Extrait de la Chronique Manuscrite de Normandie, suo padre, Guglielmo I si rifiutò di obbedire a Riccardo, che lo convocò; Guglielmo rifiutò e Riccardo si presentò davanti al castello d'Alençon e lo conquistò; allora Guglielmo I gli si presentò a piedi nudi, con una sella sulle spalle, facendo atto di sottomissione: Riccardo, a tal vista lo perdonò. Questo avvenimento viene ricordato anche da Guglielmo di Jumièges e nella Histoire des Normands.
Ancora secondo il Extrait de la Chronique Manuscrite de Normandie, Guglielmo, nonostante avesse ottenuto il perdono, rimase ostile a Roberto e spinse i figli, Folco e Roberto ad attaccare il duca, Roberto; ma nella battaglia del Blavon, subirono una sconfitta e Folco fu ucciso da un colpo di lancia, mentre Roberto ferito, riuscì a fuggire, mentre i loro uomini furono in gran parte uccisi; questi avvenimenti sono raccontati anche nella Histoire des Normands. Questo avvenimento viene ricordato anche da Guglielmo di Jumièges, che precisa che la battaglia si svolse al salto del Blavon e, che, appresa la notizia, poco dopo, Guglielmo morì.
Alla morte di Guglielmo, essendo morti i primi tre figli (il primogenito, Guerino, nel 1026), in circostanze misteriose; secondo il Extrait de la Chronique Manuscrite de Normandie, si strangolò con le proprie mani, il secondogenito Folco, vedi sopra, il terzogenito,  Roberto, nel 1031 circa, continuando a combattere il duca Roberto I, trovò la morte), gli succedette Guglielmo Talvas, il quartogenito.
Anche Guglielmo di Jumièges riporta che Guglielmo Talvas succedette nei domini paterni, dopo la morte del fratello Roberto, specificando che fu decapitato in prigione.
Secondo il Annuaire-Bulletin de la société de l´histoire de France, Année 1867, 2ème partie, pp. 1-160 del Delisle (non consultato), Guglielmo, nel 1042, fu tra i testimoni di una donazione del duca di Normandia, Guglielmo II.
Guglielmo di Jumièges descrive Guglielmo Talvas come un individuo crudele e protervo, tanto che la sua prima moglie, Hildeburga, timorata di Dio, non approvava il comportamento del marito, e Guglielmo la detestava fortemente; e, un giorno che lei si era recata in chiesa a lamentarsi del marito, Guglielmo la fece prontamente strangolare per la strada da due suoi tirapiedi (a duobus parasitis in via feci eam subitò strangulari).
Subito dopo, Guglielmo si sposò in seconde nozze, e Orderico Vitale riporta che Guglielmo invitò alle sue nozze un valente cavaliere, temuto dai nemici ed amato dagli amici, Guglielmo di Giroie, che senza sospettare nulla accettò, ma per ordine di Guglielmo Talvas fu accecato, evirato e gli furono tagliate le orecchie.
In seguito a questi avvenimenti, il figlio, Arnolfo, esautorò Guglielmo e lo espelle dalle signorie; anche Guglielmo di Jumièges riporta quest'ultimo avvenimento, attribuendolo al fatto che cercò di riappacificarsi con la famiglia di Guglielmo di Giroie.
Durante l'esilio Guglielmo sposò la propria figlia, Mabel e ottenne asilo da proprio genero Ruggero II di Montgomery.
Il figlio Arnolfo governò per poco, in quanto fu trovato nel suo letto strangolato, sembrerebbe da un suo fratellastro, Oliviero (ab Olivaro germano suo).
Dopo la morte del figlio, Guglielmo rientrò nei suoi possedimenti.
Non si conosce l'anno esatto della sua morte, lasciando tutti i suoi domini alla figlia, Mabel, ed al genero.

## Matrimoni e discendenza
Secondo la Historiae Normannorum scriptores antiqui, Guglielmo aveva sposato, in prime nozze, Hildeburga, figlia di Arnolfo (Hildeburgem quippe filiam Arnulfi). Guglielmo da Hildeburga ebbe due figli:
- Arnolfo († 1050 circa), che esiliò il padre e poco dopo morì strangolato[14]
- Mabel († 2 dicembre 1079), che sposò Ruggero II di Montgomery[15].

Sempre secondo la Historiae Normannorum scriptores antiqui, Guglielmo aveva sposato, in seconde nozze, una figlia di Rodolfo, visconte del Maine (filiam Rodulfi vicecomitis de Bellomonte), dalla quale Guglielmo non ebbe discendenza.
Guglielmo da un'amaite di cui non si conoscono né il nome né gli ascendenti ebbe un figlio:
- Oliviero († 1053 circa), che strangolò il fratellastro, Arnolfo[14].

### Fonti primarie
- (LA)  Cartulaire de Marmoutier pour le Perche.
- (LA)  Cartulaire de l'abbaye de Saint-Vincent du Mans.
- (FR)  Recueil des historiens des Gaules et de la France. Tome 11.
- (LA)  Historiae Normannorum scriptores antiqui.
- (LA)  Historia Ecclesiastica, tomus II.
- (LA)  Ordericus Vitalis, Historia Ecclesiastica, vol. unicum.

### Letteratura storiografica
- (FR)  Histoire des Normands / par Guillaume de Jumièges.